# Communauté d'agglomération Europ'Essonne
La communauté d’agglomération Europ’Essonne (CAEE, stylisé e²) est une ancienne structure intercommunale française située dans le département de l’Essonne et la région Île-de-France. 
Elle a fusionné avec la Communauté d'agglomération du Plateau de Saclay pour devenir la Communauté d'agglomération Communauté Paris-Saclay le 1er janvier 2016.
Comptant notamment sur son territoire une partie du parc d'activités de Courtabœuf, l’intercommunalité constituait la partie est du pôle scientifique et technologique Paris-Saclay, en cours d'aménagement depuis 2010.

## Historique
La communauté d’agglomération d’Europ’Essonne, issue de la fusion de la communauté de communes du Cœur du Hurepoix (sauf la commune de Longpont-sur-Orge qui a rejoint la communauté d’agglomération du Val d’Orge) et de l'ancienne communauté d’agglomération d’Europ’Essonne, fondées respectivement le 2 août 2004 et le 26 décembre 2006, ainsi que des villes de Linas et Marcoussis, a été créée à compter du 1er janvier 2013. 
Christian Jeu, adjoint au maire d’Épinay-sur-Orge a joué un rôle décisif dans la création de la structure intercommunale initiale. En 2010 l’intercommunalité adhéra au syndicat mixte Paris Métropole. 
Le 1er janvier 2013, l'ancienne communauté Europ'Essonne, constituée des communes de Ballainvilliers, Champlan, Chilly-Mazarin, Epinay-sur-Orge, la Ville du Bois, Longjumeau, Massy, Saulx-les-Chartreux, Villebon-sur-Yvette et Morangis  fusionne avec la communauté de communes Cœur du Hurepoix, qui regroupait Montlhéry, Nozay et Villejust. Elle intègre en plus les communes isolées de Linas et Marcoussis mais est séparée de la commune de Morangis rattachée à la communauté d'agglomération Les Portes de l'Essonne (C.A.L.P.E.).
Dans le cadre des dispositions de la Loi de modernisation de l'action publique territoriale et d'affirmation des métropoles (loi MAPTAM) du 27 janvier 2014, qui prévoit la généralisation de l'intercommunalité à l'ensemble des communes et la création d'intercommunalités de taille importante, notamment en Île-de-France afin d'équilibrer leurs relations avec la Métropole du Grand Paris, le Schéma régional de coopération intercommunale prévoit la fusion de :

- la communauté d'agglomération du Plateau de Saclay  ;

- et la communauté d'agglomération Europ'Essonne ;

auxquelles se sont joints les communes de Verrières-le-Buisson et Wissous (antérieurement membres de la communauté d'agglomération des Hauts-de-Bièvre).
C'est ainsi qu'est créée le 1er janvier 2016 la communauté d'agglomération Paris-Saclay , entrainant la dissolution des anciennes intercommunalités.

## Territoire communautaire

### Géographie
| Type d'occupation           | Pourcentage | Superficie (en hectares) |
| --------------------------- | ----------- | ------------------------ |
| Espace urbain construit     | 41,0 %      | 3 743,89                 |
| Espace urbain non construit | 9,7 %       | 882,66                   |
| Espace rural                | 49.3 %      | 4 495,39                 |
| Source : Iaurif MOS 2008    |             |                          |

La communauté d’agglomération Europ’Essonne était située au nord du département de l’Essonne. Son altitude variait entre trente-six mètres à Épinay-sur-Orge et cent soixante-douze mètres à Marcoussis.

### Composition
La communauté d’agglomération Europ’Essonne regroupait en 2015 les quatorze communes suivantes :
- Ballainvilliers
- Champlan
- Chilly-Mazarin
- Épinay-sur-Orge
- La Ville-du-Bois
- Linas
- Longjumeau
- Marcoussis
- Massy
- Montlhéry
- Nozay
- Saulx-les-Chartreux
- Villebon-sur-Yvette
- Villejust

### Démographie
| 1999    | 2006    | 2010    | 2012    |
| ------- | ------- | ------- | ------- |
| 120 849 | 128 784 | 148 544 | 152 396 |

Pyramide des âges en 2009
| Hommes | Classe d’âge | Femmes |
| ------ | ------------ | ------ |
| 0,6    | 90 ans ou +  | 0,7    |
| 4,5    | 75 à 89 ans  | 6,9    |
| 11,3   | 60 à 74 ans  | 12,3   |
| 19,3   | 45 à 59 ans  | 19,6   |
| 23,1   | 30 à 44 ans  | 21,8   |
| 20,6   | 15 à 29 ans  | 19,6   |
| 20,7   | 0 à 14 ans   | 19,1   |

| Hommes | Classe d’âge | Femmes |
| ------ | ------------ | ------ |
| 0,3    | 90 ans ou +  | 0,8    |
| 4,4    | 75 à 89 ans  | 6,7    |
| 11,3   | 60 à 74 ans  | 11,9   |
| 19,9   | 45 à 59 ans  | 20,0   |
| 21,9   | 30 à 44 ans  | 21,4   |
| 20,6   | 15 à 29 ans  | 19,2   |
| 21,7   | 0 à 14 ans   | 20,0   |

## Organisation

### Siège
Le siège de l'intercommunalité était à Massy, 30 avenue Carnot.

### Élus
La communauté d'agglomération était administrée par son Conseil communautaire, composé à compter des élections municipales de 2014,  de 48 conseillers municipaux représentant chacune des communes membres, à raison de :

- deux délégués pour Ballainvilliers, Champlan et Villejust ;

- trois délégués pour La-Ville-du-Bois, Linas, Marcoussis, Montlhéry, Nozay et Saulx-les-Chartreux ;

- quatre délégués pour Épinay-sur-Orge et Villebon-sur-Yvette ;

- six délégués pour Chilly-Mazarin ;

- huit délégués pour  Longjumeau ;

- quinze délégués pour Massy.
À la suite des élections municipales de 2014 dans l'Essonne, le conseil communautaire du 9 avril 2014 a réélu son président, Vincent Delahaye, sénateur-maire de Massy et élu ses 14 vice-présidents, qui sont : 
1. Brigitte Puech, maire de Ballainvilliers, chargée de l'administration générale et du personnel ;
2. Christian Leclerc, maire de Champlan, chargé de l'environnement ;
3. Jean-Paul Beneytou, maire de Chilly-Mazarin, chargé du développement économique ;
4. Guy Malherbe, maire d'Épinay-sur-Orge, chargé des finances ;
5. Jean-Pierre Meur, maire de La-Ville-du-Bois, chargé de l'eau ;
6. François Pelletant, maire de Linas, chargé du très-haut-débit ;
7. Olivier Segbo, maire-adjoint de Longjumeau, chargé des transports ;
8. Olivier Thomas, maire de Marcoussis, chargé de l'aménagement ;
9. M. Claude Pons, maire de Montlhéry, chargé de l'habitat ;
10. Paul Raymond, maire de Nozay, chargé de la voirie ;
11. Jean Flégeo, maire de Saulx-les-Chartreux, chargé de l'action sociale et de la politique de la ville ;
12. M. Dominique Fontenaille, maire de Villebon-sur-Yvette, chargé de l'emploi, de l'insertion et de la création d’entreprises ;
13. Igor Trickovski, maire-adjoint de Villejust, chargé de la ZI Courtabœuf ;
14. Pierre Ollier, maire-adjoint de Massy, chargé de la culture et des sports[14],[15].

Le bureau de l'intercommunalité pour la mandature 2014-2015 était composé de 28 membres, soit le président, les 14 vice-présidents et d'autres membres, de manière que chaque commune y soit représentée par deux élus.

### Liste des présidents
| Période | Période       | Identité          | Étiquette | Qualité                                                                        |
| ------- | ------------- | ----------------- | --------- | ------------------------------------------------------------------------------ |
| 2007    | décembre 2015 | Vincent Delahaye, | PR        | Expert-comptable Maire de Massy (1995 → 2017 ) Sénateur de l'Essonne (2011 → ) |

### Compétences

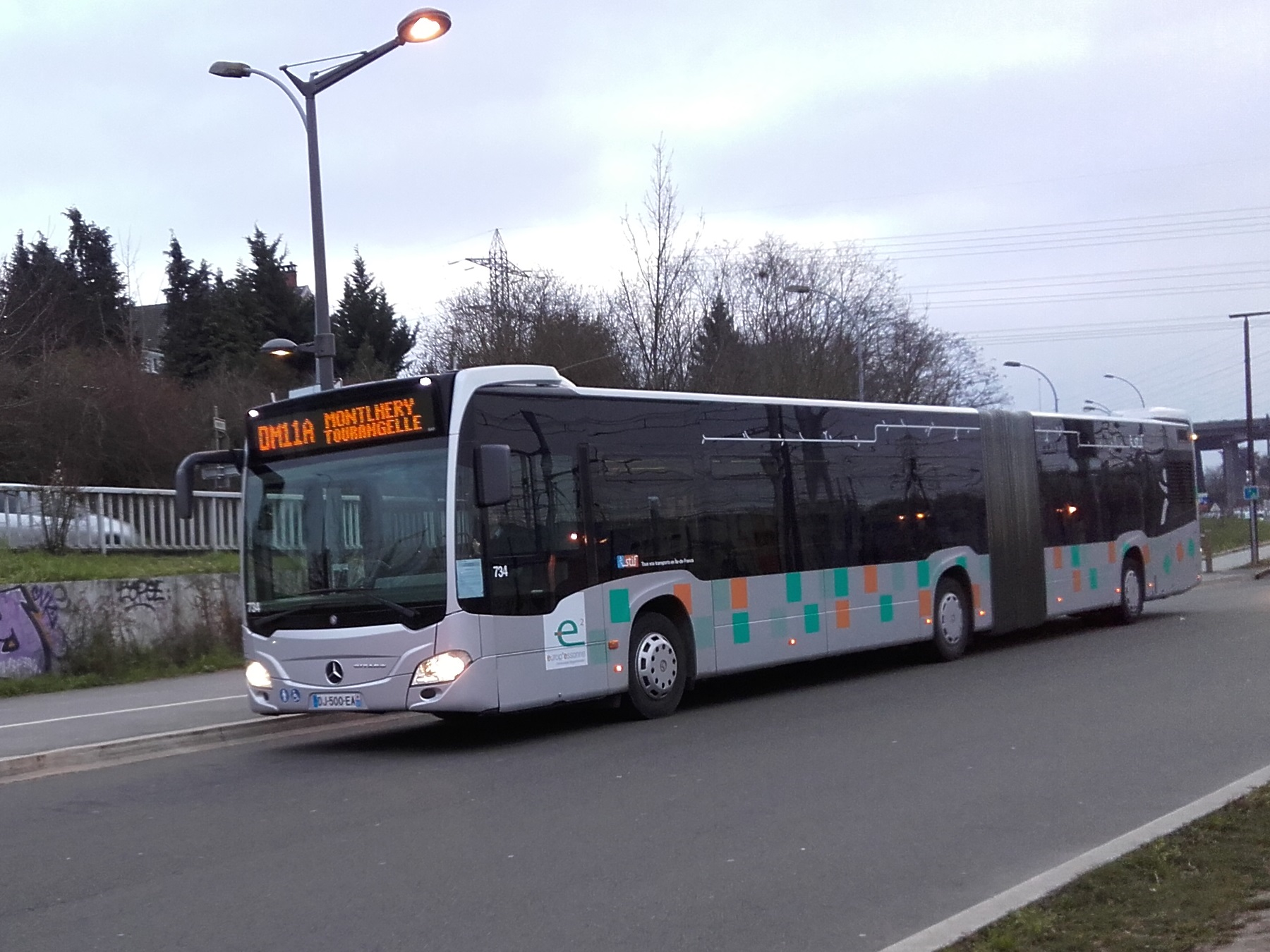
Bus articulé urbain du réseau Europ'Essonne

La communauté d'agglomération exerçait les compétences qui lui avaient été transférées par les communes membres, dans les conditions définies par le code général des collectivités territoriales. Ces compétences relèvent des champs suivants : le développement économique, l’aménagement du territoire, l’équilibre social de l’habitat et la politique de la ville, ainsi que la distribution d’eau, l’action sociale d’intérêt communautaire, la construction, la gestion et l’entretien des équipements culturels, sportifs et de loisirs et des compétences facultatives de protection de l’environnement et du cadre de vie, les transports et le développement du réseau haut débit.

### Régime fiscal et budget
Comme toutes les communautés d'agglomération, l'intercommunalité était financée par la fiscalité professionnelle unique (FPU), qui a succédé a la Taxe professionnelle unique (TPU), et qui assure une péréquation fiscale entre les communes regroupant de nombreuses entreprises et les communes résidentielles.
| Postes                                             | 2007        | 2008        | 2009        | 2010        | 2011        |
| -------------------------------------------------- | ----------- | ----------- | ----------- | ----------- | ----------- |
| Produits de fonctionnement                         | 2 195 000 € | 3 557 000 € | 4 682 000 € | 8 149 000 € | 7 673 000 € |
| Charges de fonctionnement                          | 774 000 €   | 1 183 000 € | 1 899 000 € | 3 657 000 € | 6 622 000 € |
| Ressources d’investissement                        | 20 000 €    | 65 000 €    | 273 000 €   | 547 000 €   | 7 252 000 € |
| Emplois d’investissement                           | 17 000 €    | 168 000 €   | 154 000 €   | 4 100 000 € | 6 503 000 € |
| Dette                                              | 0 €         | 0 €         | 0 €         | 2 409 000 € | 2 278 000 € |
| Source : Ministère de l’Économie et des Finances,. |             |             |             |             |             |

### Identité visuelle
| Logotype de la communauté d’agglomération Europ’Essonne | La communauté d’agglomération Europ’Essonne s’est dotée d’un logotype figurant la lettre « e » accompagné de l’exposant du carré pour rappeler les deux premières lettres « e » des noms Essonne et Europe. |

### Réalisations
Les enjeux majeurs du Projet d'agglomération étaient, en matière d'aménagement, de tisser une trame pour fabriquer l'unité du territoire et d'équilibrer les espaces consacrés au logement et à l'activité pour composer un territoire riche de sa mixité et en matière de solidarité, de mutualiser les compétences pour faciliter l'accès à la culture et aux pratiques sportives, et d'aider les personnes les plus fragiles afin de lutter contre toute forme d'exclusion et recréer du lien social. 

## Pour approfondir